# جيراردو أسكوبادو
جيراردو أسكوبادو (بالإسبانية: Gerardo Escobedo)‏ (19 أبريل 1996 في المكسيك - ) هو لاعب كرة قدم مكسيكي في مركز الهجوم.

## وصلات خارجية
- جيراردو أسكوبادو على موقع قاعدة بيانات كرة القدم.إي يو (الإنجليزية)
- جيراردو أسكوبادو على موقع Soccerway.com (الإنجليزية)